# Serratula coronata
Serratula coronata es una especie de plantas con flores del género Serratula, perteneciente a la familia Asteraceae. 

## Descripción
Son plantas herbáceasde 0,5-1,5 m de altura, con rizomas procumbentes robustos, y de tallos erectos glabros, ramificados distalmente. Las hojas basales y medianas son pecioladas, con peciolo de 5-15cm y limbo oblongo a elíptico de 40 por 12 cm, pinnadas o pinnatisectas con segmentos estrechamente elípticos de margen dentado o serrado. Las hojas superiores son similares pero sésiles. Los capítulos son heterógamos, con involucros cupuliformes o campanulados de 1-2,5cm de diámetro, con brácteas imbricadas, en 6-7 filas, el envés de color rojo púrpura; las externas son triangulares a ovadas, de ápice agudo y con una espinula; las medias e interiores son elípticas o lanceoladas con ápice acuminado a agudo y las más internas son lineales. La corola de los flósculos es de color púrpura; los periféricos, femeninos, de 2-3 cm y los centrales, hermafroditos, más pequeños. Las cipselas son oblanceolada-elipsoide, de unos 7 mm, muy estriadas y con el vilano de cerdas escábridas de más de 1 cm.

## Hábitat y distribución
Crece en bosques, laderas de montañas, estepas, praderas y riveras de ríos. Es nativa desde Europa oriental hasta China, Mongolia, Japón y Corea; introducida en Suiza.

## Taxonomía
La especie fue descrita por Carlos Linneo y publicada en Species Plantarum, ed. 2, vol. 2, p. 1144, 1763.
Taxones infraespecíficos aceptados
- Serratula coronata subsp. insularis (Iljin) Kitam.[4]

Sinonimia
- Carduus coronata (L.) D.Don
- Centaurea centaurium Host ex Nyman
- Centaurea rhutenica Baumg.
- Crupinastrum centaureum Schur
- Mastrucium pinnatifidum Cass.
- Serratula coronaria Pall.
- Serratula coronata subsp. coronata
- Serratula coronata var. coronata
- Serratula coronata var. manshurica (Kitag.) Kitag.
- Serratula manshurica Kitag.
- Serratula martinii Vaniot
- Serratula wolffii Andrae[4]